# Прокопченко, Виталий Викторович
Виталий Викторович Прокопченко (укр. Віталій Вікторович Прокопченко; род. 14 января 1983, Запорожье) — украинский футболист, нападающий. Провёл более двухсот матчей в Первой и Второй лигах Украины.

## Биография
Первый тренер — Вячеслав Тропин. Воспитанник запорожского «Торпедо», где играл вместе с Сергеем Жигаловым. На профессиональном уровне в составе команды дебютировал 29 июня 1999 года в матче против «Львова» в рамках последнего тура Первой лиги Украины 1998/99. Встреча завершилась поражением запорожцев со счётом (1:5). По итогам турнира «Торпедо» заняло третье место и должно было выступать в матче за право участвовать в Высшей лиге Украины, однако из-за объявления клуба банкротом в поединке сыграла команда «Черкассы».
Вторую половину сезона 1999/00 провёл в запорожском «Викторе» во Второй лиге и занял вместе с командой последнее 14 место. В следующем сезоне являлся игроком СДЮШОР-Металлург и вновь с запорожской команде занял последнее место. В сезоне 2001/02 вернулся в «Торпедо», которое выступало во Второй лиге. В составе команды Прокопченко стал игроком основного состава. Зимой 2003 года побывал на просмотре в минском «Динамо». Следующий сезон (2002/03) завершился для Виталия последним местом во Второй лиге и вылетом команды из профессионального футбола, после чего он играл в любительском чемпионате Украины за запорожский Спартак-ЗИГМУ. Летом 2004 года побывал на просмотре в мелитопольском «Олкоме».
Летом 2005 года по приглашению главного тренера клуба Александра Гайдаша перешёл в ялтинский «Ялос». Прокопченко стал лучшим бомбардиром команды с 7 забитыми мячами. «Ялос» занял 4 место, но по окончании турнира был расформирован. Его новой командой стал другой крымский коллектив — армянский «Титан», вместе с которым он стал бронзовым призёром Второй лиги и занял второе место в списке бомбардиров турнира с 18 забитыми голами, уступив Олегу Губскому из «Феникса-Ильичёвца».
Летом 2007 года подписал контракт с «Крымтеплицей» из Молодёжного, которую возглавлял Александр Гайдаш. В ноябре 2007 года стал победителем Кубка Крымтеплицы, на котором был признан лучшим игроком. В феврале 2008 года побывал на сборе команды в Турции. В стане «тепличников» провёл один сезон в Первой лиге, став вторым бомбардиром в команде после Александра Саванчука с его девятью забитыми мячами. Перед началом следующего сезоне перешёл в «Феникс-Ильичёвец» из села Калинино, который тренировал Александр Гайдаш. В связи с финансовыми проблемами клуба Прокопченко покинул его в статусе свободного агента по окончании осенней части турнира. Виталий стал лучшим бомбардиром команды в Первой лиге с 12 забитыми мячами, отметившись при этом пятью дублями. В Кубке Украины сезона 2008/09 «Феникс-Ильичёвец» дошёл до 1/8 финала, по ходу турнира обыграв «Севастополь» (1:2), а затем «Кривбасс» (2:1), который выступал в Премьер-лиге Украины. Прокопченко отличился забитыми голами в обеих играх.
В феврале 2009 года подписал контракт с ужгородским «Закарпатьем». Вместе с командой он стал победителем Первой лиги и помог команде войти в высший дивизион. По итогам турнира Прокопченко занял 6 место в списке бомбардиров с 13 забитыми голами. Вместе с командой провёл летние сборы в Крыму. В июле 2009 года провёл одну игру в рамках молодёжного первенства. В итоге он вернулся в Первую лигу в команду «Александрия». В феврале 2010 года вместе с ней принимал участие в сборах в Турции, но вскоре покинул расположение команды. В феврале 2011 года побывал на просмотре в черновицкой «Буковине».
С 2011-го по 2015 годы, с перерывами, играл за мини-футбольную команду «Имекс» в областных турнирах Запорожской области. В 2011 году «Имекс» завоевал второе место в чемпионате Запорожья, а Виталий стал лучшим бомбардиром команды. В 2015 году вместе с командой завоевал серебряные медали открытого Кубка Запорожья.
В 2012 году играл в чемпионате Запорожской области за «Таврию-Скиф» из села Роздол. Летом 2012 года, после более чем двухлетнего перерыва в профессиональном футболе, вернулся в армянский «Титан». Прокопченко занял четвёртую строчку в списке лучших бомбардиров с 13 голами в Первой лиге. Он трижды попадал в символическую сборную тура сайта Football.ua, вошёл в символическую сборную второго полугодия и в качестве резервного игрока в символическую сборную турнира по версии Football.ua. В июне 2013 года покинул команду в качестве свободного агента.
После этого футболист заключил соглашение с ахтырским «Нефтяником-Укрнефть». Одним из пунктов контракта было то, что Прокопченко не сыграет против своего бывшего клуба в первой части сезона. Также он мог перейти в харьковский «Гелиос». В составе команды не являлся основным нападающим, забил 3 гола в Первой лиге и по окончании турнира покинул клуб.
С 2014 года по 2015 год вновь выступал за любительский коллектив «Таврия-Скиф». Вместе с командой стал победителем первенства Запорожской области в 2014 и 2015 годах. В феврале 2015 года вместе с командой дошёл до 1/4 финала Кубка Приднепровья. По итогам второго этапа любительского чемпионата Украины 2015 в группе Б Прокопченко стал лучшим бомбардиром с 9 голами. В 2015 году играл за запорожский «Мотор-Сич».

## Достижения
«Титан» (Армянск)
- Бронзовый призёр Второй лиги Украины (1): 2006/07

«Закарпатье»
- Победитель Первой лиги Украины (1): 2008/09

## Личная жизнь
Женат, воспитывает дочь.

## Статистика
| Сезон   | Клуб                 | Лига                | Чемпионат | Чемпионат | Кубок | Кубок |
| Сезон   | Клуб                 | Лига                | Игры      | Голы      | Игры  | Голы  |
| ------- | -------------------- | ------------------- | --------- | --------- | ----- | ----- |
| 1998/99 | Торпедо (Мелитополь) | Первая лига Украины | 1         | 0         | 0     | 0     |
| 1999/00 | → Виктор (Запорожье) | Вторая лига Украины | 13        | 0         | 0     | 0     |
| 2000/01 | → СДЮШОР-Металлург   | Вторая лига Украины | 28        | 4         | 0     | 0     |
| 2001/02 | Торпедо (Мелитополь) | Вторая лига Украины | 26        | 6         | 0     | 0     |
| 2002/03 | Торпедо (Мелитополь) | Вторая лига Украины | 28        | 6         | 1     | 0     |
| 2005/06 | Ялос                 | Вторая лига Украины | 26        | 7         | 3     | 1     |
| 2006/07 | Титан (Армянск)      | Вторая лига Украины | 28        | 18        | 2     | 0     |
| 2007/08 | Крымтеплица          | Первая лига Украины | 35        | 9         | 1     | 0     |
| 2008/09 | Феникс-Ильичёвец     | Первая лига Украины | 17        | 12        | 3     | 2     |
| 2008/09 | Закарпатье           | Первая лига Украины | 13        | 1         |       |       |
| 2009/10 | Александрия          | Первая лига Украины | 8         | 2         |       |       |
| 2012/13 | Титан (Армянск)      | Первая лига Украины | 32        | 13        | 1     | 1     |
| 2013/14 | Нефтяник-Укрнефть    | Первая лига Украины | 23        | 3         | 1     | 0     |

Источники:
- Статистика — Профиль на сайте FootballFacts.ru